# Рамаццотти, Эрос
Э́рос Луча́но Ва́льтер Рамаццо́тти (итал. Eros Luciano Walter Ramazzotti; род. 28 октября 1963, Рим) — итальянский певец, автор песен, гитарист. Один из наиболее популярных итальянских певцов, известный не только в англоязычных странах Европы, но и в испаноязычных странах, поскольку большинство своих альбомов он выпустил на итальянском и испанском языках.
C 1984 года Рамаццотти выпустил 11 студийных альбомов, один миньон, три сборника, три концертных альбома, а также 46 синглов, каждый из которых имел высокие места в чартах многих европейских стран, а также в Южной и Центральной Америке.
Рамаццотти за свою 25-летнюю карьеру продал более 100 миллионов записей.
Успеху исполнителя значительно способствует его уникальный высокий голос.
Международный успех впервые пришёл к Рамаццотти в 1993 году, после выпуска альбома Tutte storie, с которым ему удалось войти в пятёрку лучших в каждой стране, в которой были выпущены его предыдущие альбомы. После продаж шести миллионов копий альбома Tutte storie, в 1994 году он заключил договор с BMG International.
Исполнитель пел в дуэтах с такими артистами, как Шер, Тина Тёрнер, Андреа Бочелли, Пэтси Кенсит, Адриано Челентано, Джо Кокер, Анастейша, Ани Лорак, Лучано Паваротти, Рики Мартин и со многими другими[значимость факта?].

## Биография

### Детство и юность
Эрос Рамаццотти родился 28 октября 1963 года в пригороде Рима Чинечитта в семье строительного рабочего Родольфо Рамаццотти и домохозяйки Рафаэллы Рамаццотти (в девичестве Молина). Рамаццотти, который был назван в честь греческого бога любви, уже с ранних лет начал проявлять интерес к музыке — он начал играть на гитаре в возрасте семи лет.
Время от времени он появлялся в массовке фильмов, мечтая о карьере поп-звезды.
В девятилетнем возрасте он снялся в сцене игры в снежки в фильме «Амаркорд», съёмки которого происходили в Чинечитте.
Ещё в раннем возрасте, благодаря своему отцу, пианисту-любителю, начал писать собственные песни. Он даже решил посещать музыкальную консерваторию, но из-за финансовых проблем об этом пришлось забыть, и Эрос поступил на бухгалтерские курсы.
Но все же стремление к музыке победило, и в 1981 году он принял участие в музыкальном конкурсе «Voci Nuove» (с итал. — «Новые голоса») в итальянском городке Кастрокаро с авторской песней «Рок-80», выступив перед различными представителями звукозаписывающих студий.
Несмотря на то, что конкурс выиграли Zucchero и Fiordaliso, Эрос вышел в финал, получил два голоса от Роберто Галанти и Барона Ландо Ланни, последний из которых представлял недавно появившийся итальянский лейбл DDD, и вскоре был замечен музыкальными продюсерами. Компания DDD подписала с ним контракт на выпуск первого сингла «Ad un amiсо», после чего Рамаццотти переехал в Милан со своим братом Марко и матерью Рафаэллой. Первое время они жили в том же здании, где и располагалась звукозаписывающая студия.

### 1982—1986: Начало карьеры, первый успех

#### Первый сингл
В 1982 году появился первый сингл Рамаццотти «Ad un amico» (с итал. — «Посвящение другу»), который, однако, не был успешным. Вскоре после этого Эрос встретился со своим наставником Ренато Бриоши, который помог молодому исполнителю обрести свой первый успех, и в 1984 году он принял участие в фестивале «Сан-Ремо» с песней «Terra promessa» (с итал. — «Земля обетованная») и выиграл конкурс в категории «Дебютантов». Песня была выпущена по всей Европе.

#### Сан-Ремо
В 1985 году Рамаццотти вновь принял участие в фестивале «Сан-ремо» с песней «Una storia importante» (с итал. — «Важная история») из своего дебютного альбома Cuori agitati (с итал. — «Взволнованные сердца»), заняв 6-е место на фестивале. Сингл «Una storia importante» стал хитом во многих европейских странах, включая Францию, где было продано около одного миллиона копий. Его второй альбом, Nuovi eroi (с итал. — «Новые герои»), был выпущен в 1986 году. Альбом стал платиновым в Швейцарии, где тираж составил более 100 000 единиц, и достиг статуса золотого в Германии, где было продано более 250 тысяч единиц.
И в третий раз подряд Рамаццотти оказался на «Сан-Ремо» в 1986 году, где исполнил один из своих самых запоминающихся синглов — «А теперь ты» («Adesso tu») из Nuovi eroi, с которым выиграл конкурс. В марте того же года посетил СССР в качестве участника концерта «Цветы и песни Сан-Ремо в Москве», который вели Алла Пугачёва, Мильва и Олег Шацков.

### 1987—1994: Популярность

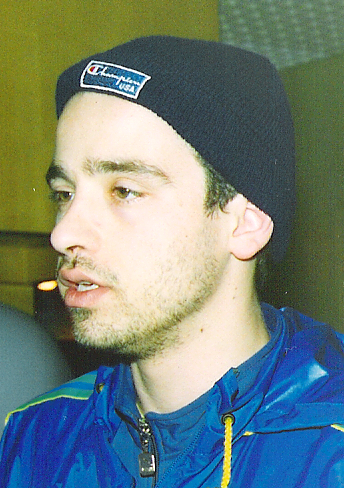
Рамаццотти в начале девяностых

#### Первое турне
Популярность Эроса Рамаццотти продолжала расти, и в 1987 году, после выхода его третьего альбома In certi momenti, состоялось его девятимесячное гастрольное турне. Оно ознаменовалось скорым выходом его новых альбомов не только на итальянском, но и на испанском языках. Альбом «In certi momenti» стал золотым в Германии, где было продано 250 тысяч копий, и платиновым в Швейцарии, где было продано больше 50 тысяч экземпляров. Всего было продано три миллиона копий альбома. Позже с американской певицей Пэтси Кенсит он исполнил песню «La luce buona delle stelle», которая вышла 27 ноября 1987 года. В мае 1988 года Рамаццотти выпустил свой единственный миньон Musica è, состоящий из пяти треков. Также была выпущена расширенная версия альбома.

#### Всемирная известность
В самом конце 1980-х годов в карьере Рамаццотти наступило затишье. В это время певец писал новые песни и подготавливал материал для нового альбома. Пятый альбом под названием In ogni senso (с итал. — «В любом смысле»), выпущенный в апреле 1990 года, привлёк внимание более двухсот журналистов со всего мира, которые присутствовали на пресс-конференции по случаю презентации альбома в Венеции.
Американский продюсер Клайв Дэвис посоветовала Рамаццотти провести концерт в Radio City Music Hall в Нью-Йорке. Эрос был первым итальянским певцом, во время выступления которого в известном концертном зале был аншлаг. Однако итальянский певец позже был разочарован, узнав, что большую часть аудитории составили зрители итальянского происхождения. В то же время в США в течение этого периода Рамаццотти выступил в таких телевизионных шоу, как The Tonight Show с Джеем Лено и «Доброе утро, Америка».
Тем временем, альбом In ogni senso продолжал успешно продаваться, став золотым и платиновым по всему миру, включая Германию, где было продано более 500 тысяч единиц, трижды платиновым в Швейцарии (более 150 тыс. единиц), и платиновым в Нидерландах (более 100 тыс. единиц).
В 1991 году, после выхода концертного двойного альбома Eros in concert, последовало ещё одно длительное турне. 4 декабря того же года Рамаццотти дал концерт в Барселоне. Позже Рамаццотти в очень скором времени выпустил серию альбомов, состоящих из баллад с мягкими мелодиями, а также в жанре «софт-рок». Рамаццотти записал большую часть своих альбомов на испанском и итальянском языках.

#### Tutte storie
В 1993 году вышел один из его самых успешных альбомов — Tutte storie, который сразу попал на вершину европейских чартов. В ноябре того же года Рамаццотти исполнил одну из своих самых популярных песен — «Cose della vita» (с итал. — «Жизненные вещи»), завоевав MTV Europe Music Awards в Берлине.
Альбом Tutte storie вошёл в Топ-5 во многих странах Европы, включая Италию, Германию, Швейцарию, Австрию, Нидерланды, Швейцию и Норвегию.
Он был распродан тиражом в шесть миллионов копий по всему миру, сыграв важную роль для заключения договора Эроса Рамаццотти с BMG International.

### 1995—2000: Мировой успех

#### Dove c'è musica
Летом 1995 года Эрос Рамаццотти принял участие в серии концертов с Родом Стюартом, Элтоном Джоном и Джо Кокером, после чего к нему приходит мировое признание. В это же время он подписывает контракт на выпуск пяти альбомов с одной из самых влиятельных компаний — BMG International. После выхода его восьмого альбома Dove c’è musica, где он выступил как автор, композитор и продюсер, Рамаццотти был номинирован в категории «Лучший исполнитель года», но уступил место Джорджу Майклу. 5 декабря того же года его жена — Мишель Хунцикер, швейцарская модель и телеведущая, родила ему дочь, Аврору.
В октябре 1997 года Рамаццотти выпустил сборник Eros, содержащий две неизданные песни — «Quanto amore sei» и «Ancora un minuto di sole», а также несколько предыдущих хитов в новой интерпретации, в том числе «Musica è» (дуэт с Андреа Бочелли) и «Cose della vita — Can’t Stop Thinking Of You» (дуэт с Тиной Тёрнер). Сборник его хитов вошёл в пятёрку лучших во Франции, Бельгии, Швеции и Финляндии.
Альбом стал платиновым пять раз (Европа), было продано более пяти миллионов единиц в одной только Европе. Диску также удалось получить два платиновых сертификата, продажи составили более 400 тыс. единиц в США.
В том же году певец был удостоен немецкой премии «Эхо» в категории «Лучший международный исполнитель года».

#### Дуэты
В 1998 году Эрос Рамаццотти выпустил второй концертный альбом Eros live, который включает два дуэта, записанных во время мирового турне, — «Cose della vita — Can’t Stop Thinking Of You» с Тиной Тёрнер и «That’s All I Need to Know-Difenderò» с Джо Кокером, исполненных в Мюнхене. В 1999 году Рамаццотти снова сотрудничал с итальянской звездой Андреа Бочелли, записав песню «Nel cuore lei», на этот раз для альбома Бочелли Sogno. Альбом был продан тиражом более 10 миллионов экземпляров по всему миру.
В 1999 году Эрос Рамаццотти вновь был удостоен премии «Эхо», и снова в категории «Лучший международный исполнитель года».
На протяжении всей своей карьеры Рамаццотти пел в дуэтах с такими известными артистами, как Шер («Più che puoi»), Андреа Бочелли, Джо Кокер, Карлос Сантана, Тина Тёрнер, Анастэйша («I Belong to You (Il ritmo della passione)»), Рики Мартин («Non siamo soli»), Адриано Челентано, Лучано Паваротти и другими.
Рамаццотти получил дополнительную неплохую репутацию, благодаря продюсированию альбома Джанни Моранди Come fa bene l’amore в начале 2000 года.

#### Stilelibero
В октябре того же года вышел восьмой студийный альбом Рамаццотти — Stilelibero, в котором содержался дуэт с американской певицей Шер — песня «Più che puoi».
Альбом вошёл в пятёрку лучших по всей Европе и стал дважды платиновым.
В ходе международного тура в поддержку альбома Рамаццотти выступил в восточно-европейских странах, включая Россию, где он дал три концерта в Кремлёвском дворце.
В 2008 году Рамаццотти исполнил песню «Per me per sempre» из альбома Stilelibero во время награждения Валентины Веццали золотой медалью на Олимпийских играх в Пекине.

### 2003—2012

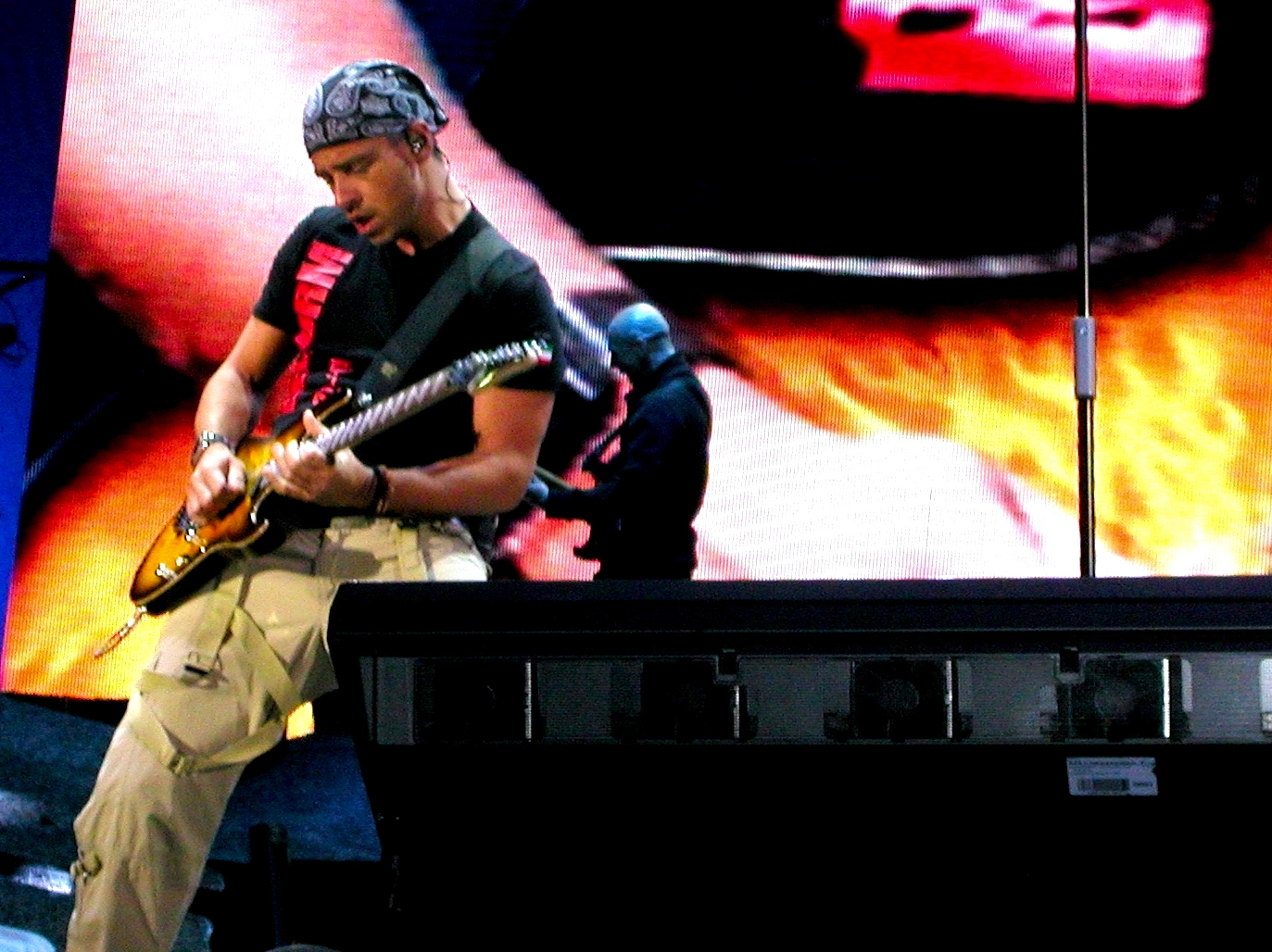
Концерт Эроса Рамаццотти, 2004 год

#### 9 (альбом)
30 мая 2003 года Рамаццотти выпустил свой девятый студийный альбом, который так и называется — «9». 9 мая был выпущен первый сингл «Un’emozione per sempre» (с итал. — «Чувства навсегда»), который быстро поднялся в чартах и оставался на высшей позиции в официальном чарте Италии в течение 14 недель подряд.
Альбом был записан вместе с Клаудио Гвидетти и давним другом Эроса Рамаццотти — Челсо Валли. Было продано три с половиной миллиона копий альбома «9», один миллион из которых был продан в Италии. Рамаццотти начал своё мировое турне в Анконе, которое продолжалось в течение 100 дней перед миллионной аудиторией.

#### Calma apparente
28 октября 2005 года десятый альбом Рамаццотти, Calma apparente (с итал. — «Видимое спокойствие»), который он записал вместе с Клаудио Гвидетти, был выпущен в день рождения исполнителя. Альбом Calma apparente, который стал платиновым за один месяц после выпуска, и продажи которого составили более одного миллиона копий в Европе, содержит хит «I Belong to You (Il ritmo della passione)», — композицию, исполненную в дуэте с американской певицей Анастейшей. Песня стала синглом № 1 в нескольких странах, в том числе в Италии, Германии и Швейцарии.
Клип на эту песню снял режиссёр Дон Аллан из Revolver Film Company. Данный диск Эроса Рамаццотти является определённо сильным автобиографическим альбомом, как и большинство его работ.
Рамаццотти о собственной работе 
Как портретист, я говорю о моей жизни в альбомах. Я предпочитаю признаваться в своих чувствах с помощью песен и интервью
На протяжении многих лет Рамаццотти всё больше приобретал популярность, особенно в Германии, Швейцарии, Австрии, Франции, Чили, Боливии, Перу, Аргентине, Венесуэле и испаноязычных странах. За свою 25-летнюю карьеру он продал более 40 миллионов дисков по всему миру.

#### e² — второй сборник
По прошествии более десяти лет с того дня, как был выпущен первый сборник Eros, 7,5 миллионов копий которого было продано по всему миру, 26 октября 2007 года Рамаццотти выпустил новый сборник — двойной альбом «e²», который на первом компакт-диске содержит четыре новых трека и 14 оригинальных песен, и 17 треков на втором диске, все из которых прошли ремастеринг. «e²» содержит новый международный дуэт — «Non siamo soli» (с итал. — «Мы не одни»), который Рамаццотти исполнил вместе с Рики Мартином. Это первый сингл с альбома, который появился в продаже 5 октября 2007 года и которому удалось оказаться в списке самых продаваемых синглов в Италии, заняв первое место, а также получить хорошие результаты в Греции, Швейцарии и Венгрии.
Песня, доступная как на итальянском, так и на испанском языках, была написана Эросом и его давним партнёром Клаудио Гвидетти.
Версия на испанском языке — «No estamos solos» — четыре раза была сертифицирована как платиновая за то, что была загружена более 80 тысяч раз в формате Digital.

#### Ali e radici
22 мая 2009 года был выпущен очередной альбом Эроса Рамаццотти — Ali e radici (с итал. — «Крылья и корни»), написанный в соавторстве с Клаудио Гвидетти. Микеле Канова (итал. Michele Canova) выступил сопродюсером шести песен из этого альбома.
Кроме того, Микеле Канова участвовал в написании музыку вместе с Рамаццотти Гвидетти. Первый сингл с альбома — «Parla con me» — был выпущен 24 апреля 2009 года и занял первое место в итальянском чарте. Альбом вышел как в стандартном, так и в люкс-издании, включавшем в себя 64-страничный буклет фотографий. Альбом вошёл в пятёрку лучших в Германии, Австрии, Нидерландах, Франции, Швеции и занял первое место в Италии и Швейцарии.
В 2010 году Рамаццотти дал концерт в Москве.

#### 21:00 Eros Live World Tour 2009/2010

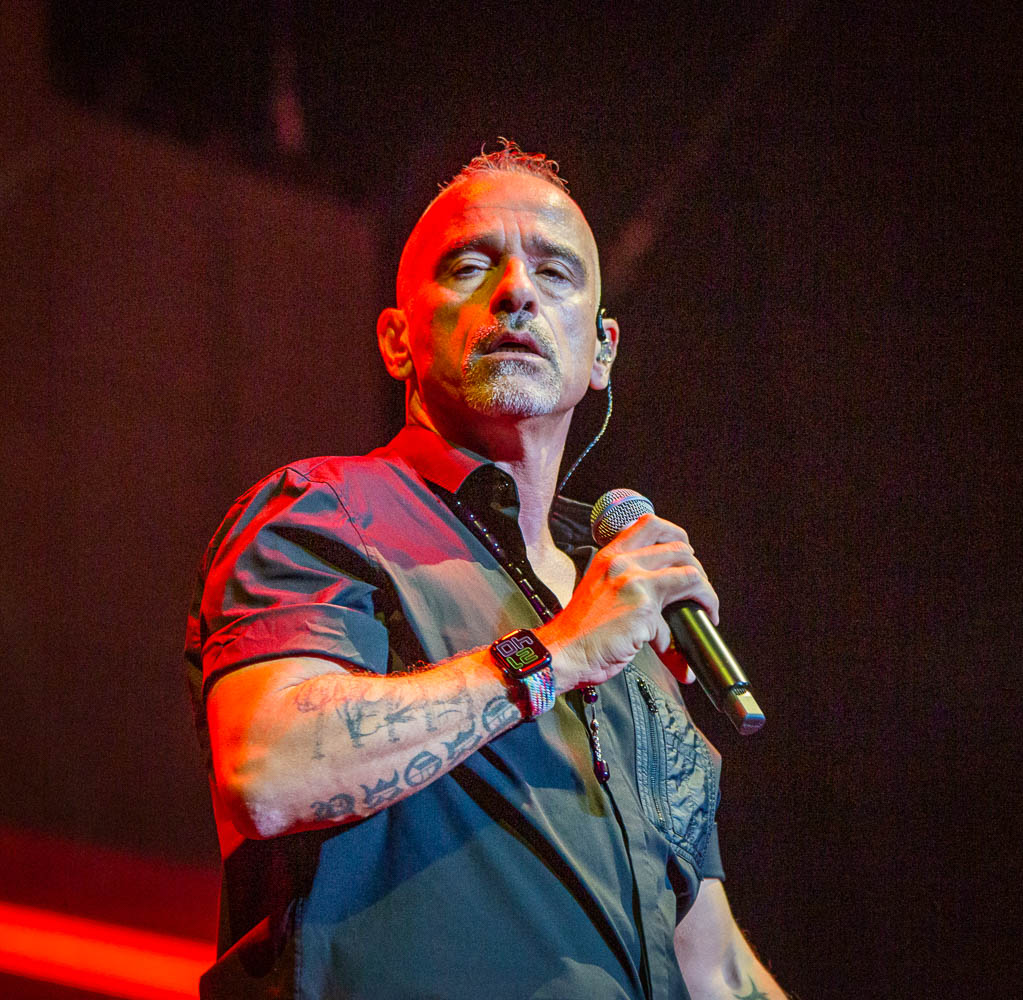
Рамаццотти. Концерт в Израиле, 2022

30 ноября 2010 года вышел ещё один концертный альбом Рамаццотти — 21:00 Eros Live World Tour 2009/2010. Этот двойной альбом был записан Эросом Рамаццотти во время его мировых концертов, а также во время концертов 4 и 5 декабря 2009 года в Милане. Альбом состоит из самых известных композиций исполнителя. Также была выпущена DVD-версия альбома.
13 ноября 2012 года вышел новый студийный альбом певца — Noi.

## Личная жизнь
С 1998 по 2002 год Эрос Рамаццотти был женат на швейцарской модели и актрисе Мишель Хунцикер, от которой у него есть дочь Аврора (род. 5 декабря 1996).
6 июня 2014 года певец женился на итальянской модели и актрисе Марике Пеллегринелли. От этого брака у Рамаццотти двое детей: дочь Раффаэла (род. 3 августа 2011) и сын Габрио Туллио (род. 14 марта 2015). Пара рассталась в 2019 году.
13 апреля 2006 года Рамаццотти опубликовал 320-страничную автобиографию, написанную в соавторстве с Лукой Бьянкини.
Будучи любителем футбола и почётным болельщиком туринского клуба «Ювентус», в 2017 году Рамаццотти принимал участие в организованном клубом благотворительном матче, выступив за Национальную команду итальянских певцов.

## Дискография
| Год  | Альбом                                                   | Позиция в чартах | Позиция в чартах | Позиция в чартах | Позиция в чартах | Позиция в чартах | Позиция в чартах | Позиция в чартах | Позиция в чартах | Позиция в чартах             | Позиция в чартах | Позиция в чартах | Позиция в чартах | Позиция в чартах | Позиция в чартах | Позиция в чартах | Позиция в чартах | Позиция в чартах | Позиция в чартах | Позиция в чартах       | Позиция в чартах       | Позиция в чартах |
| Год  | Альбом                                                   | Италия           | Германия         | Швейцария        | Австрия          | Нидерланды       | Франция          | Финляндия        | Швеция           | Бельгия (Фландрия/ Валлония) | Норвегия         | Испания          | Дания            | Хорватия         | Чехия            | Греция           | Венгрия          | Мексика          | Польша           | США (Latin Pop Albums) | США (Top Latin Albums) | Россия           |
| ---- | -------------------------------------------------------- | ---------------- | ---------------- | ---------------- | ---------------- | ---------------- | ---------------- | ---------------- | ---------------- | ---------------------------- | ---------------- | ---------------- | ---------------- | ---------------- | ---------------- | ---------------- | ---------------- | ---------------- | ---------------- | ---------------------- | ---------------------- | ---------------- |
| 1985 | Cuori agitati                                            | 10               | -                | 5                | -                | -                | -                | -                | -                | -                            | -                | -                | -                | -                | -                | -                | -                | -                | -                | -                      | -                      | -                |
| 1986 | Nuovi eroi                                               | 1                | -                | 1                | 1                | -                | -                | -                | 29               | -                            | -                | -                | -                | -                | -                | -                | -                | -                | -                | -                      | -                      | -                |
| 1987 | In certi momenti En ciertos momentos                     | 1                | -                | 3                | 5                | 21               | -                | -                | -                | -                            | -                | -                | -                | -                | -                | -                | -                | -                | -                | -                      | -                      | -                |
| 1988 | Musica è (EP)                                            | 2                | -                | 2                | 10               | 7                | -                | -                | -                | -                            | -                | -                | -                | -                | -                | -                | -                | -                | -                | -                      | -                      | -                |
| 1990 | In ogni senso                                            | 1                | -                | 1                | 5                | 2                | -                | -                | 34               | -                            | 10               | -                | -                | -                | -                | -                | -                | -                | -                | -                      | -                      | -                |
| 1991 | Eros in concert (концертный альбом)                      | 4                | -                | 21               | -                | 23               | -                | -                | -                | -                            | -                | -                | -                | -                | -                | -                | -                | -                | -                | -                      | -                      | -                |
| 1993 | Tutte storie Todo historias                              | 1                | -                | 1                | 1                | 3                | -                | -                | 4                | -                            | 5                | -                | -                | -                | -                | -                | -                | -                | -                | -                      | -                      | -                |
| 1996 | Dove c’è musica Donde hay música                         | 1                | -                | 1                | 1                | 5                | 10               | 6                | 1                | -                            | 8                | -                | -                | -                | -                | -                | -                | -                | -                | -                      | -                      | -                |
| 1997 | Eros — (испанская версия) (Сборник)                      | 1                | 1                | 1                | 1                | 1                | 3                | 4                | 5                | -                            | 1                | -                | -                | -                | -                | -                | -                | -                | -                | -                      | -                      | -                |
| 1998 | Eros live (концертный альбом)                            | 15               | -                | 6                | 12               | 44               | 7                | -                | 46               | -                            | 38               | -                | -                | -                | -                | -                | -                | -                | -                | -                      | -                      | -                |
| 2000 | Stilelibero Estilo libre                                 | 1                | -                | 1                | 3                | 9                | 3                | 9                | 15               | -                            | 17               | -                | -                | -                | -                | -                | -                | -                | -                | -                      | -                      | -                |
| 2003 | 9 — (испанская версия)                                   | 1                | 2                | 1                | 2                | 5                | 5                | 9                | 14               | 3                            | 6                | -                | -                | -                | -                | -                | -                | -                | -                | -                      | -                      | -                |
| 2005 | Calma apparente Calma aparente                           | 1                | 4                | 1                | 2                | 4                | 5                | 15               | 20               | 12                           | -                | -                | -                | -                | -                | -                | -                | -                | -                | -                      | -                      | -                |
| 2007 | e² (Сборник)                                             | 1                | 2                | 1                | 3                | 5                | 6                | -                | -                | 11                           | 2                | -                | -                | -                | -                | -                | -                | -                | -                | -                      | -                      | -                |
| 2009 | Ali e radici Alas y raices                               | 1                | 4                | 1                | 2                | 2                | 5                | 13               | 2                | 6/3                          | -                | 2                | 4                | 1                | -                | -                | 2                | 17               | -                | 13                     | 52                     | 15               |
| 2010 | 21:00 Eros Live World Tour 2009/2010 (концертный альбом) | 3                | -                | 50               | 51               | -                | 181              | -                | -                | -                            | -                | -                | -                | -                | -                | -                | -                | -                | -                | -                      | -                      | -                |
| 2012 | Noi Somos                                                | 1                | 7                | 2                | 2                | 14               | 22               | -                | 9                | 3                            | -                | 6                | 27               | 3                | 12               | 12               | 14               | 33               | 40               | 12                     | 40                     | -                |
| 2013 | Noi Due Somos Dos                                        | -                | -                | -                | -                | -                | -                | -                | -                | -                            | -                | -                | -                | -                | -                | -                | -                | -                | -                | -                      | -                      | -                |
| 2014 | Eros 30                                                  | -                | -                | -                | -                | -                | -                | -                | -                | -                            | -                | -                | -                | -                | -                | -                | -                | -                | -                | -                      | -                      | -                |

### Сотрудничество
- Кенсит Пэтси («La luce buona delle stelle»);
- Антонелла Буччи[итал.] («Amarti è l’immenso per me»);
- Пьеро Кассано[итал.] («Andare… in ogni senso»);
- Умберто Тоцци («Tu vivrai»);
- Раф («Anche tu»);
- Алекс Барони[итал.] («Non dimenticare Disneyland»);
- Андреа Бочелли («Musica è», «Nel cuore lei»);
- Тина Тёрнер («Cose della vita — Can’t Stop Thinking Of You»);
- Лучано Паваротти («Se bastasse una canzone»);
- Джемелли ДиВерси («Stella gemella»);
- Шер («Più che puoi»);
- Анастэйша («I Belong to You (Il ritmo della passione)»);
- Джо Кокер («That’s all I need to know — Difenderò»);
- Лаура Паузини («Nel blu dipinto di blu»);
- Рикардо Архона («A ti»);
- группа Tazenda («Domo mia»);
- Рики Мартин («Non siamo soli»);
- Адриано Челентано («Il ragazzo della via Gluck»);
- Пино Даниеле («Quanno chiove»);
- Орнелла Ванони («Solo un volo»);
- Амайя Монтеро («Esta pasando noviembre»);
- Стефано Боццетти («In compagnia»);
- Джин Вайклеф («L’Aurora»);
- «Take 6» («Un attimo di pace»);
- Роберта Грана («Più che puoi» (live));
- Николь Шерзингер («Fino all’estasi»);
- Фабио Ровацци (La Mia Felicità)

## Награды
- Командор ордена «За заслуги перед Итальянской Республикой» (2006)
- «Лучший международный исполнитель» — 46 церемония немецкой премии «Золотая камера»[66] (5 февраля 2011)